# Echiniscus madonnae
Echiniscus madonnae – gatunek niesporczaka z gromady Heterotardigrada, nazwany na cześć piosenkarki Madonny.